# Liste von Seen in Afrika

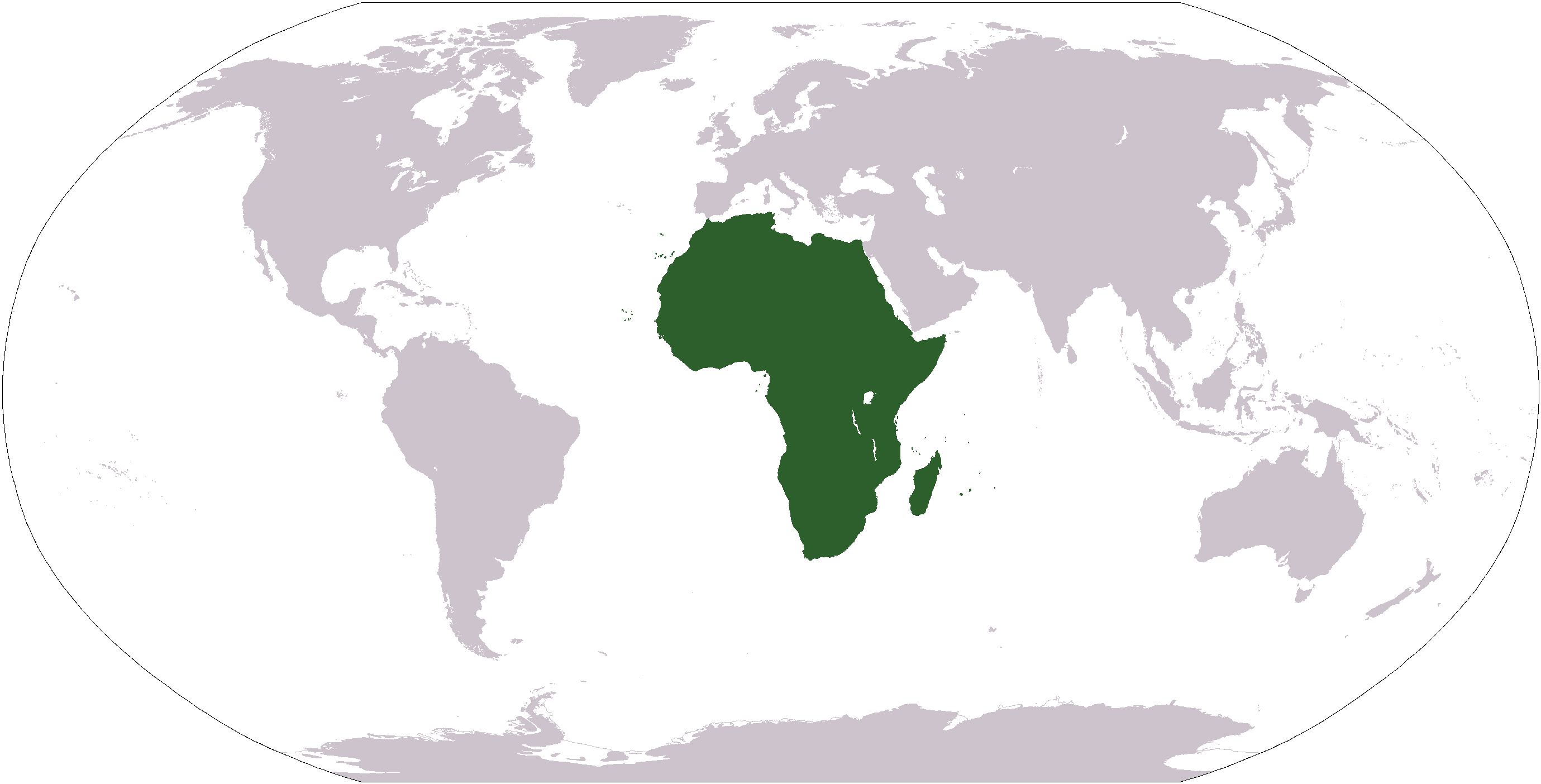
Afrika auf der Weltkarte

Große Afrikanische Seen im Großen Afrikanischen Grabenbruch.

Die Liste der afrikanischen Seen ist eine nach Staaten sortierte Aufzählung von Seen auf dem afrikanischen Kontinent.
Siehe auch:
- Afrikanische Große Seen
- Liste der größten Seen
- Liste der tiefsten Seen

## Liste nach Staat

### Seen inAlgerien
Beni-Badhel – Talsperre Beni Haroun – Cheurfas – Chott Ech Chergui – Derdeur-Staudamm – Talsperre Djorf Torba – Talsperre Erraguene – Talsperre Gargar – Talsperre Ghrib – El Habra – Schott el Hodna – Talsperre Keddara – Talsperre Koudiat Acerdoune – Meffrouch – Sebkha el Melah – Schott Melghir – Talsperre Oued Fodda – Ponteba – Tichy Haf

### Seen inAngola
Calueque-Damm – Cambambe-Talsperre – Talsperre Capanda – Dilolo-See – Talsperre Laúca – Lagoa Massabi

### Seen inÄquatorialguinea
Lago Claret – Kraftwerk Djibloho – Kraftwerk Sendje

### Seen inÄthiopien
Abajasee – Abbe-See – Abijatta – Afombosee – Afrerasee – Angereb Reservoir – Ara-Shetan-Maar – Ashangisee – Awasasee – Bakilisee – Bario-See – Basaka-See – Cadabassasee – Chamosee – Chew Bahir (früher Stefaniesee) – Chomensee – Fincha-Kraftwerk – Gaet'ale – Gemerisee – Talsperre Genale Dawa III – Gilgel Gibe III – Grand-Ethiopian-Renaissance-Talsperre – Hardibosee – Hayksee – Karumsee (auch Assalsee) – Koka-Stausee – Langano – Shala – Tanasee – Tekeze-Talsperre – Tirbasee – Turkana-See (früher Rudolfsee) – Zengenasee – Zuqualla – Zway
Siehe auch: Liste von Gewässern in Äthiopien

### Seen inBotswana
Makgadikgadisee – Ngamisee

### Seen inBurkina Faso
Bagré-Stausee – Bamsee – Mare de Darkoye – Demsee – Mare aux Hippopotames – Mare de Markoye – Mare de Kissi – Kompienga-Stausee – Mare d’Oursi – Mare de Soum – Sourou-Stausee – Tengrélasee – Mare de Yomboli – Ziga-Stausee

### Seen inBurundi
Cohoha – Rugwero – Tanganjikasee

### Seen inDschibuti
Abbe-See – Assalsee

### Seen in derElfenbeinküste
Lac du Buyo – Kossoustausee – Stausee Soubré – Kraftwerk Taabo

### Seen inEritrea
Abaededsee – Kulul – Mandalum-See

### Seen inEswatini
Pongolapoort-Stausee

### Seen inGhana
Bosumtwi – Volta-Stausee

### Seen inKamerun
Bamendjing-Reservoir – Barombi Koto – Barombi Mbo – Bermin-See – Dissoni-See – Kraftwerk Edéa – Ejagham-See – Fianga-See – Lagdo-Stausee – Kraftwerk Lom Pangar – Maga-Stausee – Manoun-See – Lac de Mbakaou – Mboandong – Kraftwerk Memve’ele – Nyos-See – Oku-See – Kraftwerk Song Loulou – Tschadsee

### Seen auf denKomoren
Dzialandzé – Dziani Boundouni

### Seen imKongo (Demokratische Republik)
Albertsee – Eduardsee (Edwardsee, früher Rutanzigesee) – Inga-Staudamm – Kiwusee – Mai-Ndombe-See – Mwerusee – Pool Malebo – Tanganjikasee – Tumbasee – Upembasee

### Seen imKongo (Republik)
Talsperre Imboulou – Kouilou – Pool Malebo – Tele-See

### Seen inLesotho
Katse-Talsperre – Mashai-Talsperre – Mohale-Talsperre – Muela-Talsperre

### Seen inLiberia
Der größte See in Liberia ist der Piso-See. Dieser wurde am 2. Juli 2003 als erstes Ramsar-Gebiet des Landes ausgewiesen.

### Seen inLibyen
Bin-Atay-See – Mandara-Seen – See des 23. Juli – Um el Ma

### Seen inMadagaskar
Lac Alaotra – Lac Andranofotsy – Lac Ihotry

### Seen inMalawi
Chilwa-See – Chiuta-See – Kaulime-See – Malawisee (früher Njassasee) – Malombesee – Zomba-Damm

### Seen inMali
Aougoundou – Débo-See – Do – Faguibine – Fati – Garou – Gossi – Lac Haribomo – Lac Kabara – Korientze – Manantali-See – Lac Niangay – Lac Oro – Lac de Sélingue – Mare de Soum – Sourou-Stausee – Tanda – Teli

### Seen inMarokko
Stausee Al Massira – Al-Wahda-Stausee – Stausee Bin El Ouidane – Stausee El Mansour Eddahbi – Stausee Hassan I. – Moulay Youssef – Staudamm Sidi Saïd Maâchou

### Seen inMauretanien
Diama-Stausee

### Seen aufMauritius
Ganga Talao – Mare aux Vacoas

### Seen inMosambik
Amaramba-See – Cahora-Bassa-Talsperre – Chilwa-See – Chiuta-See – Malawisee – Massingir-Talsperre – Urema-See

### Seen inNigeria
Asejire-Stausee – Bagauda-Stausee – Bakolori-Stausee – Jabi Lake – Jebba Power Station – Kainji-Stausee – Lagune von Lagos – Lekki – Lower Usuma – Maladumba-See – Nguru-See – Oguta-See – Shiroro Power Station – Tiga-Stausee – Tschadsee – Zungeru-Stausee

### Seen inRuanda
Der größte See in Ruanda ist der Kiwusee. Er liegt im Westen an der Grenze zur Demokratischen Republik Kongo. Im Norden des Landes befinden sich östlich der Virunga-Vulkane die beiden Zwillingsseen Burera und Ruhondo. Die meisten Seen befinden sich jedoch in der tiefergelegenen Ostprovinz. So gibt es beispielsweise innerhalb des Akagera-Nationalparks an der Grenze zu Tansania zahlreiche Seen. Der größte von diesen ist der Ihema-See. Ein weiterer Seenkomplex findet sich etwa 40 Kilometer südöstlich der Hauptstadt Kigali. Der größte See innerhalb diesem ist der Mugesera-See. Darüber hinaus liegt der Muhazi-Stausee östlich von Kigali und der Rugwero-See im Süden  Ruandas an der Grenze zu Burundi. In Letzteren mündet aus nördlicher Richtung der Fluss Nyabarongo, während der Kagera-Nil nach Osten und weiter die Grenze entlang Richtung Norden fließt. Der Großteil des Landes liegt im Einzugsgebiet des Nils, wohingegen ein kleinerer Teil im Südwesten zum Einzugsgebiet des Kongos zählt.

### Seen inSambia
Bangweulusee – Itezhitezhi-See – Kafue-Talsperre – Kariba-Talsperre – Mweru-Wantipa-See – Mwerusee – Tanganjikasee

### Seen inSão Tomé und Príncipe
Lagoa Amélia

### Seen inSenegal
Diama-Stausee – Guiers-See – Retba-See

### Seen inSimbabwe
Kariba-Talsperre

### Seen imSudan
Abiad-See – Jebel-Aulia-Stausee – Khashm-el-Girba-Stausee – Kundi-See – Merowe-Stausee – Nubia-See – Ptolemäus-See – Roseires-Stausee – Sannar-Stausee – Umm-Badr-See

### Seen imSüdsudan
Abiad-See – Ambadi-See – Maleit-See – No-See – Yirol

### Seen inTogo
Nangbeto-Stausee – Togosee

### Seen imTschad
Bodélé-Depression – Fianga-See – Fitri-See – Iro-See – Katam-See – Léré-See – Lac Magui – Mega-Tschad – N’gara-See – Ounianga Kebir – Ounianga Serir – Seen von Ounianga – Teli-See – Tikem-See – Mare de Tizi – Tréné-See – Tschadsee – Yoa-See – Mare de Zoui

### Seen inTunesien
Sebkha Ariana – Ben Metir – See von Bizerte – Chott el Djerid – Chott el Fedjadj – Chott el Gharsa – Talsperre Mellègue – Sebkha Sidi El Héni – Sebkha Séjoumi – See von Tunis

### Seen inUganda
Albertsee – Bisinasee – Bunyonyi-See – Eduardsee – Georgsee (früher Dwerusee) – Koki-Seen – Kyogasee (auch Kiogasee) – Nabugabo-See – Nkurubasee – Owen-Falls-Damm – Victoriasee – Wamalasee

### Seen in derZentralafrikanischen Republik
Boali-Talsperre – Bomboro-See – Boukoko-See – Mamoun-See – Manuela-See – Njenge-See – Mare de Tizi